# Maladie en rapport avec la mutation du gène PLP1
Les maladies en rapport avec la mutation du gène PLP1 sont des troubles de la formation de la myéline dont l'expression phénotypique vont de la maladie de Pelizaeus-Merzbacher à la paraplégie spastique familiale liée à l'X.

## Maladie de Pelizaeus-Merzbacher
Décrite pour la première fois en 1885,, la maladie de Pelizaeus-Merzbacher débute typiquement dans l'enfance par une hypotonie, un nystagmus et des troubles intellectuels. La maladie évolue vers une quadriplégie spastique et une ataxie. L'espérance de vie est raccourcie. il existe plusieurs formes de cette maladie :
- Forme néonatale de la maladie de Pelizaeus-Merzbacher

Le nouveau-né présente une hypotonie sévère avec nystagmus. Des convulsions, des mouvements anormaux des membres, des troubles de la déglutition font partie du tableau clinique. L'enfant ne marchera pas et l'acquisition de la parole est rare bien qu'une communication non verbale devienne possible. Le décès survient entre quelques années et 30 ans.
- Forme classique de la maladie de Pelizaeus-Merzbacher

Débute vers cinq ans, commence par un nystagmus et l'hypotonie initiale est rapidement suivie d'une quadriparésie spastique. Des troubles ataxiques et de l'athétose sont fréquents. Le retard intellectuel est possible. La marche est possible avec assistance si elle est déjà acquise mais la perte de l'autonomie est habituelle.
- Forme inhabituelle de la maladie de Pelizaeus-Merzbacher

Débute entre un et cinq ans, il n'existe pas de nystagmus mais quadriparésie spastique et des troubles ataxiques. Pas de perte d'autonomie. Déficit intellectuel moyen. Espérance de vie légèrement diminuée.

## Paraplégie spastique familiale liée à l'X
La paraplégie spastique familiale liée à l'X est une paraplégie spastique parfois sans signe d'atteinte du système nerveux central. L'espérance de vie n'est pas raccourcie. La variabilité des manifestations se rencontrent dans la même famille.
Les femmes porteuses peuvent manifester des signes légers à moyen de la maladie.
- Paraplégie spastique familiale liée à l'X compliquée

Débute entre 1 et 5 ans, essentiellement par des troubles de la marche avec paraplégie spastique. Des troubles sphinctériens sont présents. Il n'existe pas de déficit intellectuel ni de perte d'autonomie. L'espérance de vie est normale.
- Paraplégie spastique familiale liée à l'X non compliquée

Simple trouble de la marche sans trouble sphinctérien

## Sources
- (en) James Y Garbern, Karen Krajewski, Grace Hobson PLP1-Related Disorders In: GeneReviews at GeneTests: Medical Genetics Information Resource (database online). Copyright, University of Washington, Seattle. 1997-2005. .

## Associations de malades
ELA, Association Européenne contre les Leucodystrophies http://www.ela-asso.com